# Psylla litchi
Psylla litchi är en insektsart som beskrevs av Alfred Giard 1893. Psylla litchi ingår i släktet Psylla och familjen rundbladloppor.
Artens utbredningsområde är Vietnam. Inga underarter finns listade i Catalogue of Life.